# ブラジルの法
ブラジルの法（ブラジルのほう、ポルトガル語: Direito do Brasil、英語: Law of Brasil ）は、主に制定法主義であるが、近時においては一部「拘束力のある判例法理」（葡: úmulas vinculantes ）と呼ばれるシステムに基づく法体系である。その起源は主に欧州の大陸法（特にポルトガル法、フランスのナポレオン法典およびゲルマン法）にある。
ブラジルにおいて拘束力を有する法の多くは法典化されている。ブラジル連邦憲法（1988年10月5日発効）が同国の最高法規である。数次の憲法改正が行われている。重要な法律としては、民法典、刑法典、商法典、裁判所法、統合労働法、消費者保護法、民事訴訟法および刑事訴訟法などがある。

## 権力の分立
ブラジルにおいては行政・司法および立法の権力分立が行われている。ブラジル連邦共和国大統領が行政の長である。司法権は司法最高裁判所および連邦最高裁判所によって担われている。立法府は国民会議である。

## 憲法および法制度

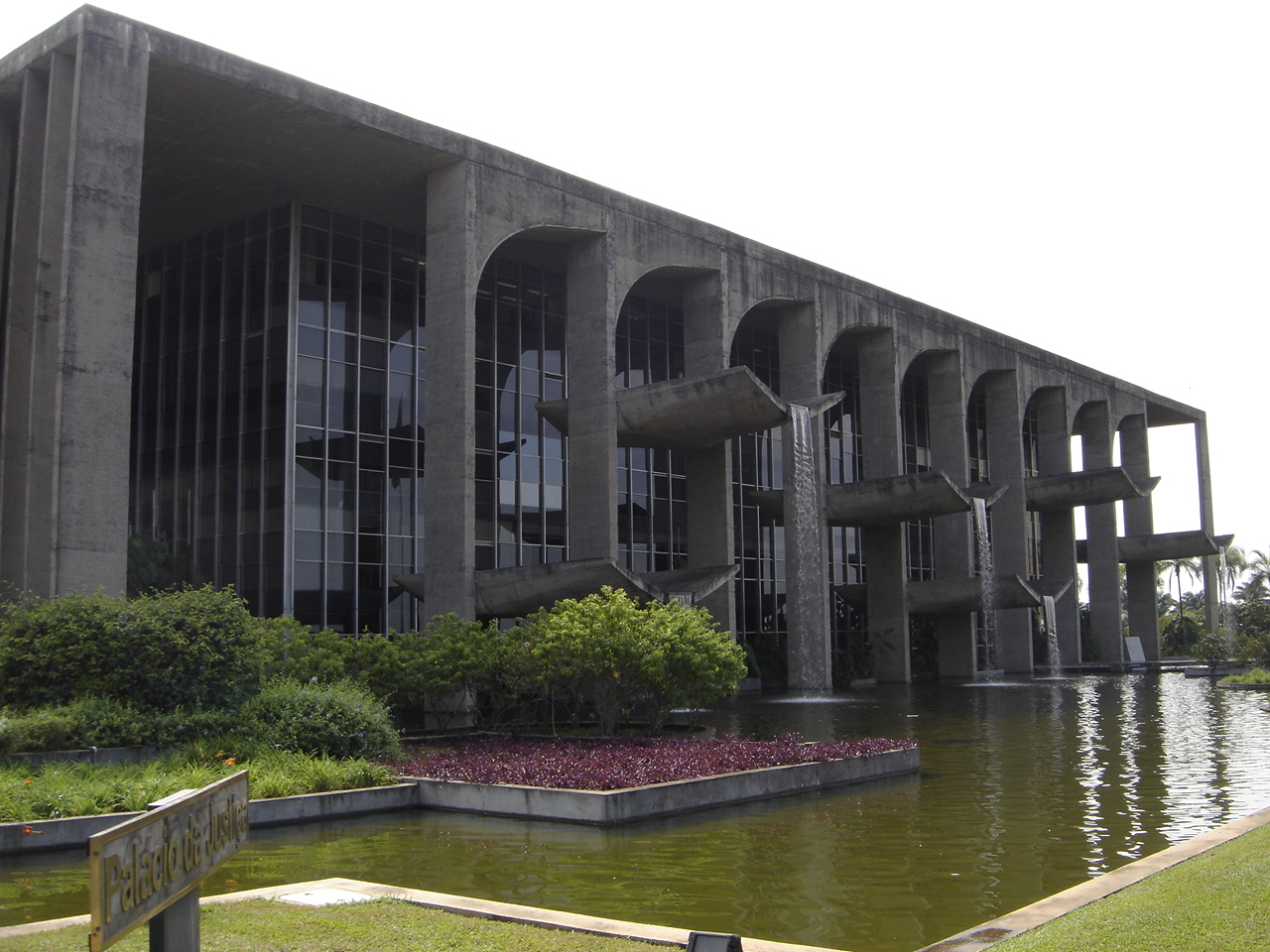
ブラジリアの司法省ビル（Palace of Justice）

ブラジル法の大部分はポルトガル法に起源を持ち、ローマ法やゲルマン法の伝統に根ざしている。すなわち、制定法主義が原則であるが、2004年に採択された第45次の憲法改正により、判例法類似のシステムが導入された（ポルトガル語: úmulas vinculantes ）。ただし、拘束力のある法理を確立することができるのは最高裁判所のみである（憲法第103条A項）。すなわち、下級審裁判官・裁判所および行政府は最高裁判所の法解釈に従う必要がある。
憲法が定める司法制度の枠組みに基づき、司法権は州と連邦との間でも分割されており、両者の間には異なる裁判管轄が存在する。裁判官の権限および義務は共通しているが、裁判所の権限、構造および構成が異なる。

## 弁護士制度

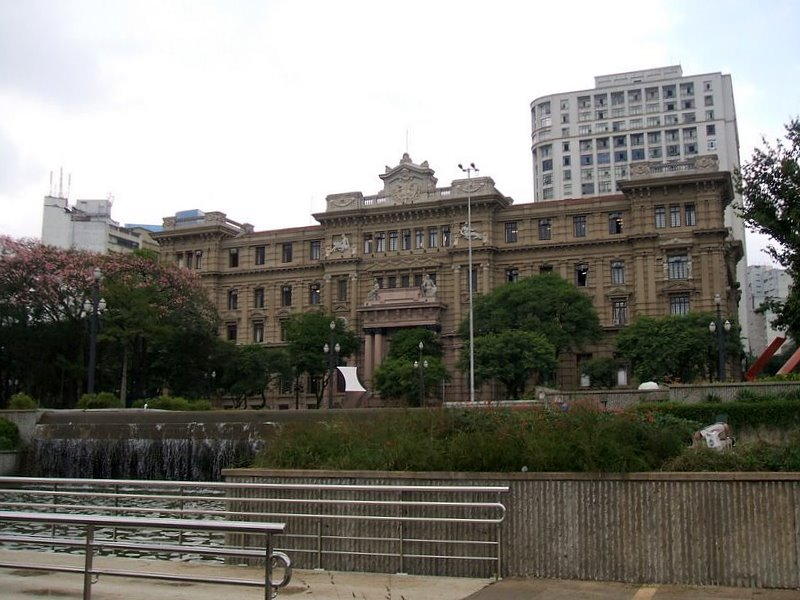
サンパウロの裁判所ビル

2007年には、ブラジル全土で1024の法学教育課程があり、法学生は19万7664名いた。ロースクールは各州に存在している。2010年には、ブラジルの弁護士の総数は62万1885名であった。サンパウロ州が最多で22万2807名（全国の3分の1）の弁護士を擁していた。リオデジャネイロ州には11万2515名、ミナスジェライス州には6万3978名の弁護士が所在していた。
ブラジルにおけるロースクールは5年課程である。修了後にはブラジル弁護士会（葡: Ordem dos Advogados do Brasil）が実施する司法試験に合格する必要がある。
ブラジルの弁護士の年収の中央値は、2007年において3万6120レアルであった。下位層は約2万レアル、上位層は300万レアルであった。ブラジルの裁判官の収入中央値は17万レアルであり、下位層は15万レアル、上位層は31万レアルであった。ブラジルの検察官においては、中央値15万レアル、下位14万レアル、上位27万レアルであった。判検事においては多くの州で収入は同レベルであるが、一部の州では検察官の収入が裁判官を上回る。

## 州の司法制度

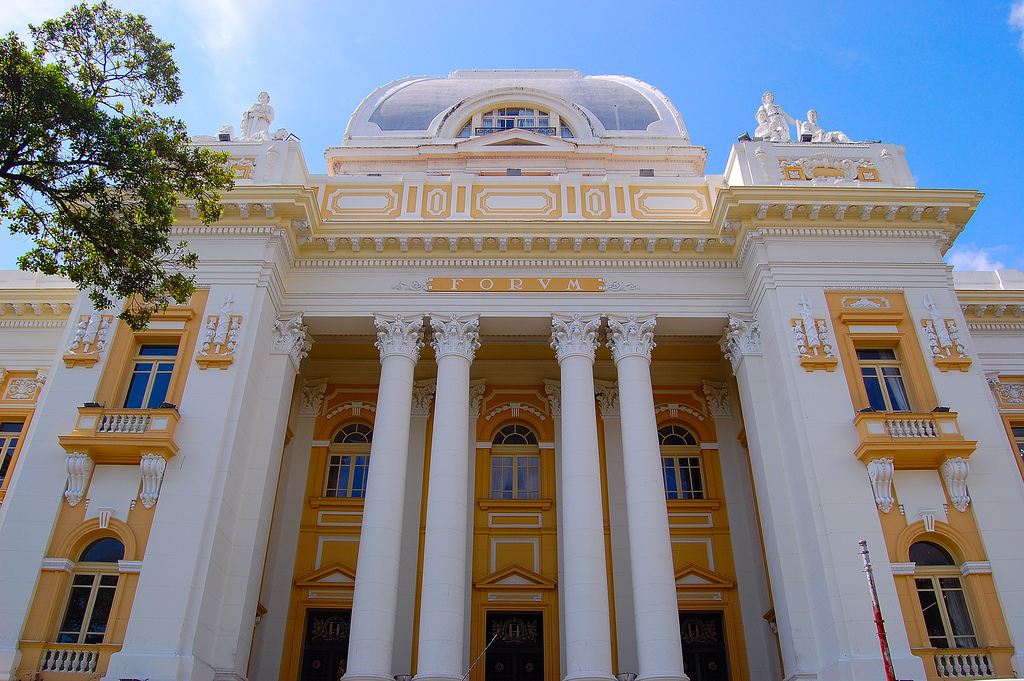
レシフェの州司法裁判所ビル

### 第一審裁判所
ブラジル全土が管区（葡: comarcas）と呼ばれる裁判管轄に分割されている。各州都に計27の州司法裁判所（葡: Tribunal de Justiça）があり、各州司法裁判所は割り当てられた州内を管轄する。ブラジリア連邦直轄区には連邦裁判所のみが存在する。各管区には最低1箇所の第一審裁判所があり、各第一審裁判所には司法判事と代理裁判官が配置されている。民事事件の全部と刑事事件のほとんどは裁判官1名の裁判体により審理される。故意の殺人罪被告事件のみが陪審制により審理される。裁判官は選考過程を経て任命される。管区によっては、家事事件や破産事件を担当する特別の第一審裁判所が存在する。第一審裁判所の判断は当事者の上訴により第二審裁判所による司法審査の対象となる。

### 上級裁判所
州の最上級の裁判所は第二審裁判所である州司法裁判所（葡: Tribunal de Justiça）である。各州に1つずつの州司法裁判所が存在する。州司法裁判所は上訴裁判所である。すなわち、第一審裁判所の判断に対する上訴を審理するものであり、州レベルでの最終判断を示す権限を有する。ただし、その判断は連邦裁判所により覆されうる。なお、かつてはサンパウロ州やミナスジェライス州などの州において異なる管轄を有する高等裁判所（葡: Tribunal de Alçada）が存在したが、第45次の憲法改正第4条において、第二審段階の制度簡略化のため廃止された。
第二審の裁判体は通常3名の裁判官（葡: desembargadores）からなる合議体である。組織的には民事法廷と刑事法廷に分けられている。州司法裁判所の裁判官は相互に監督する関係にある。裁判所は、非倫理的行動をなした裁判官を追放する権限を有する。

## 連邦裁判所

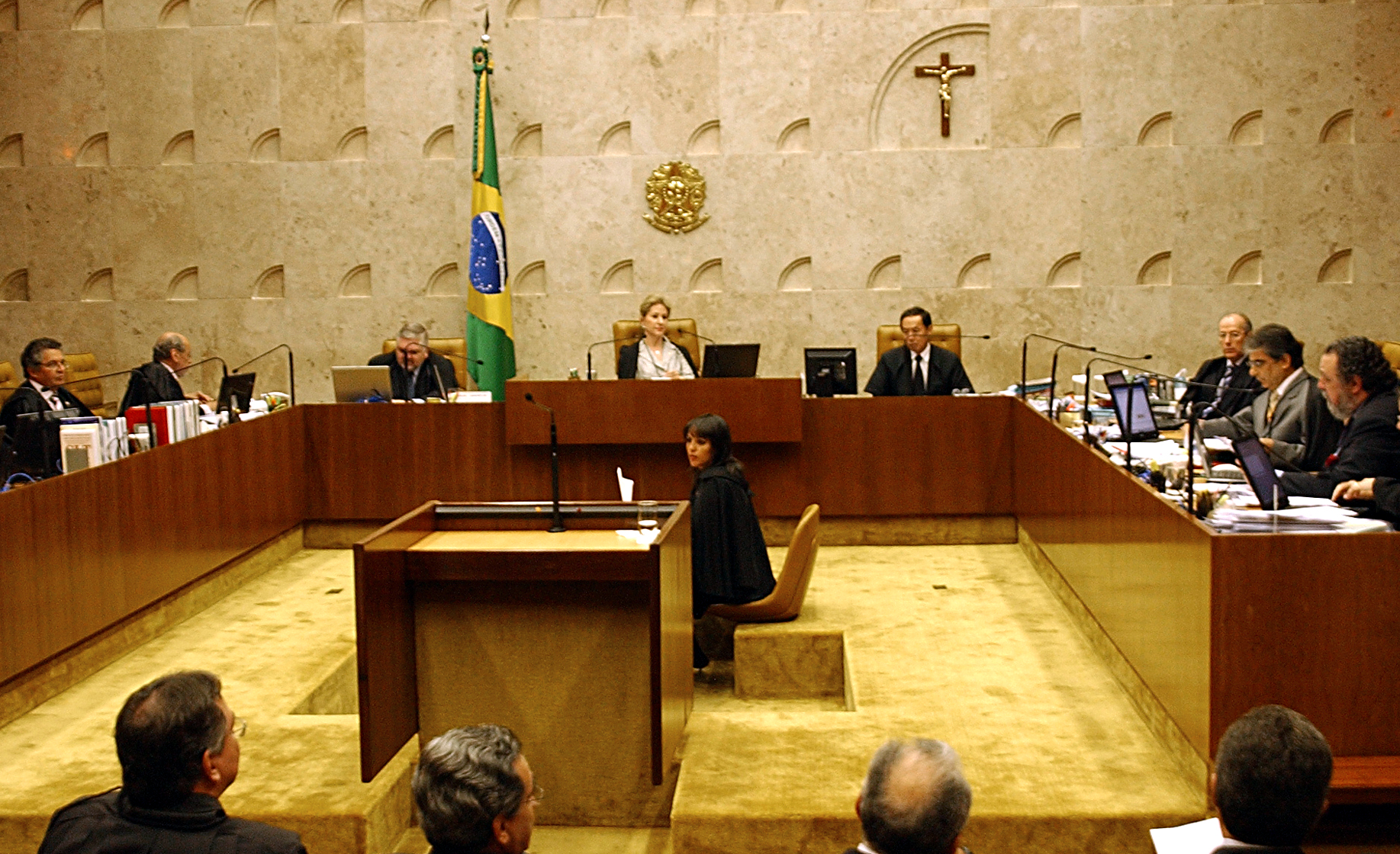
連邦最高裁判所

5箇所の連邦地域裁判所が数州にまたがる管轄を有する。その本部機能は各管轄区域内で最大の都市に置かれることが多い。

### 司法最高裁判所

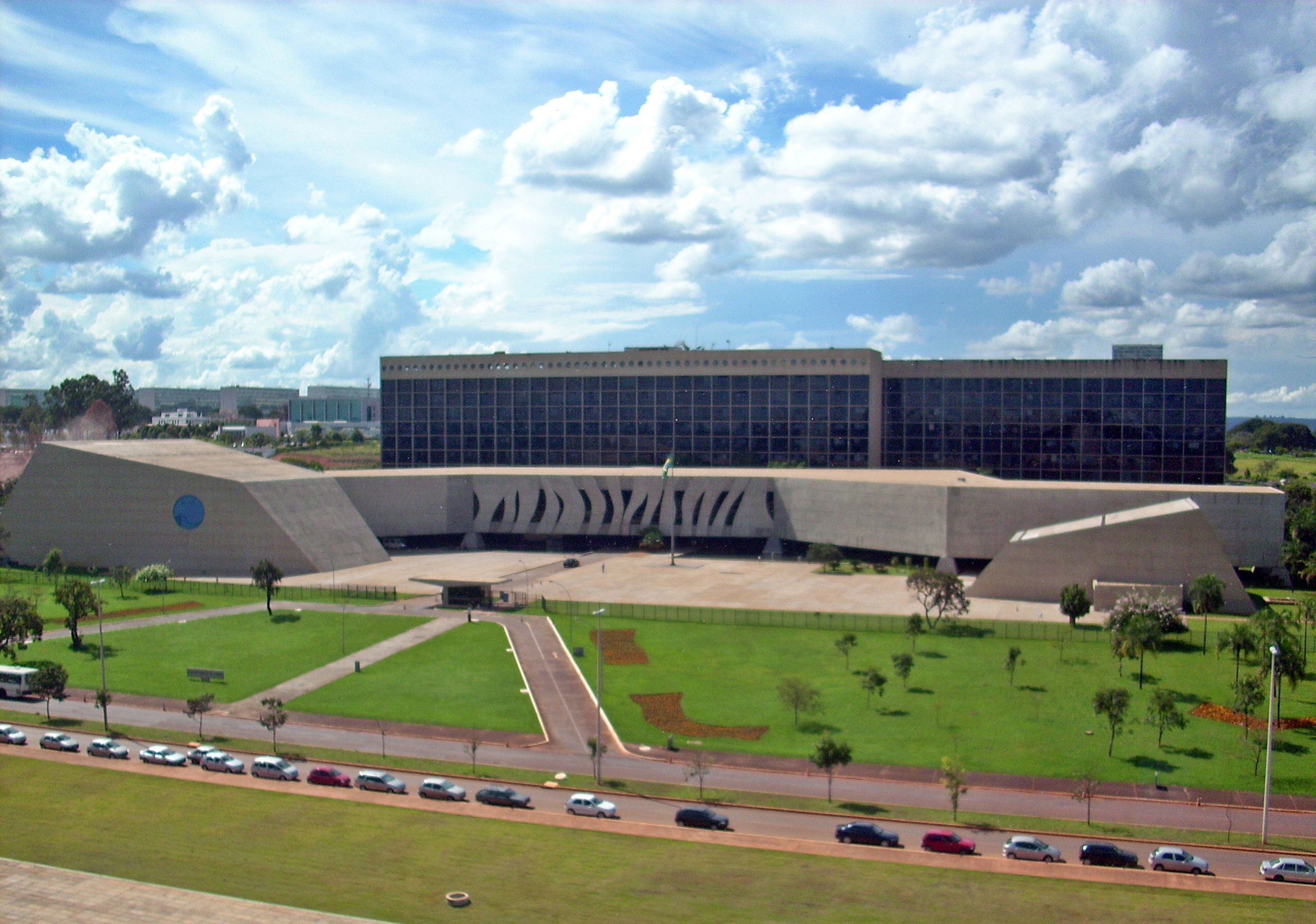
司法最高裁判所ビル

ブラジルには2種類の最上級裁判所（民事事件・刑事事件の双方においてサーシオレイライを発する権限を有する連邦最高裁判所）が存在する。すなわち、司法最高裁判所（葡: Superior Tribunal de Justiça、STJ）と連邦最高裁判所（葡: Supremo Tribunal Federal、STF。憲法に関する事案を担当する）である。
STJは、憲法に関係しない事項に関する最上級裁判所であり、STJへの上訴は「特別上訴」（葡: Recurso Especial）と呼ばれる。特別上訴は、第二審裁判所の判断が連邦の制定法に違反する場合か、同一の連邦法に関して2以上の第二審裁判所が異なる判断を示している場合に可能となる。労働法、選挙法および軍法に関しては同位の特別裁判所が存在する。
STFは、第二審裁判所の判断が憲法に違反する場合に可能となる「格別の上訴」（葡: Recurso Extraordinário）を審理する。STFは人身保護令状に関する事件の終審裁判所であり、STJの判断に対する司法審査も行う。
これらの最上級裁判所は事実の審理は行わず、憲法および法の適用のみを判断する。事実および証拠は第二審までに審理される（人身保護事件は除く。）。

## 関連書籍
- Edwin Montefiore Borchard. Guide to the law and legal literature of Argentina, Brazil and Chile. Law Library of Congress. Government Printing Office. Washington. 1917. Internet Archive